# Toyota Princess Cup 1997
Il Toyota Princess Cup 1997 è stato un torneo di tennis giocato sul cemento. È stata la 1ª edizione del torneo, che fa parte della categoria Tier II nell'ambito del WTA Tour 1997. Si è giocato al Ariake Coliseum di Tokyo in Giappone, dal 15 al 21 settembre 1997.

## Campionesse

### Singolare
Monica Seles ha battuto in finale  Arantxa Sánchez Vicario con il punteggio di 6–1, 3–6, 7–6

### Doppio
Monica Seles /  Ai Sugiyama hanno battuto in finale  Julie Halard-Decugis /  Chanda Rubin con il punteggio di 6–1, 6–0